# Jo Jo Gunne (album)
| Recensione       | Giudizio |
| ---------------- | -------- |
| AllMusic         | [ 1 ]    |
| Robert Christgau | B+       |

Jo Jo Gunne è il primo album discografico del gruppo rock statunitense dei Jo Jo Gunne, pubblicato dall'etichetta discografica Asylum Records nel febbraio del 1972.
Gruppo fondato da Jay Ferguson e Mark Andes, usciti entrambi, nel 1971, dal celebre gruppo degli Spirit di Randy California, la band ottenne uno dei loro rarissimi successi di classifica grazie al singolo (contenuto nell'album) Run Run Run che raggiunse il ventisettesimo posto della classifica di Billboard Hot 100, nel maggio 1972.

## Tracce
Lato A
1. Run Run Run – 2:33 (Jay Ferguson, Matthew Andes)
2. Shake That Fat – 3:44 (Jay Ferguson, Matthew Andes)
3. Babylon – 4:05 (Jay Ferguson)
4. I Make Love – 2:54 (Jay Ferguson)
5. Barstow Blue Eyes – 3:18 (Jay Ferguson)

Lato B
1. 99 Days – 3:20 (Jay Ferguson)
2. Academy Award – 4:58 (Jay Ferguson)
3. Take It Easy – 4:47 (Jay Ferguson, Matthew Andes)
4. Flying Home – 3:12 (Jay Ferguson)

## Formazione
- Jay Ferguson - tastiere, voce
- Matthew Andes - chitarra, voce
- Mark Andes - basso, voce
- Curley Smith - batteria, voce

Note aggiuntive
- Jo Jo Gunne e Tom Dowd - produttori
- Chris Hinshaw - ingegnere delle registrazioni
- Tom Wlkes e Barry Feinstein - fotografie copertina frontale album e design (per la Camouflage Productions)
- Henry Diltz - fotografie interne copertina album[5]